# Itter (Diemel)
Pour les articles homonymes, voir Itter.
L'Itter est une rivière allemande d'une longueur de 19,3 km qui coule dans les länder de la Rhénanie-du-Nord-Westphalie et de la Hesse. Elle est un affluent de la Diemel et donc un sous-affluent de la Weser.

## Traduction
- (de) Cet article est partiellement ou en totalité issu de l’article de Wikipédia en allemand intitulé « Itter (Diemel) » (voir la liste des auteurs).